# Pherbellia hackmani
Pherbellia hackmani är en tvåvingeart som beskrevs av Rudolf Rozkošný 1982.
Pherbellia hackmani ingår i släktet Pherbellia och familjen kärrflugor. Enligt den finländska rödlistan är arten otillräckligt studerad i Finland. Enligt den svenska rödlistan är arten otillräckligt studerad i Sverige. Arten förekommer i Övre Norrland. Artens livsmiljö är våtmarker i fjällen (myrar, stränder, snölegor). Inga underarter finns listade i Catalogue of Life.